# ヨコグラノキ属
ヨコグラノキ属（ヨコグラノキぞく、学名：Berchemiella Nakai (1923)）は、クロウメモドキ科の属の一つ。中国名は、小勾儿茶属。

## 特徴
落葉の直立する低木または小高木。枝は紫褐色になり無毛、隆起する皮目が多い。葉は単葉で、互生し、縁は全縁になり、葉脈はいちじるしい平行羽状脈になり、羽状脈は葉縁まで届く。葉の基部は多少左右不相応になる。托葉は離生し、宿存するが、細くとがった上半分が枯れ落ちる。花序は腋生または頂生の小型の集散花序になり、枝の先端で総状の短い花穂をつける。花は両性で、5数性からなり、小型で黄色から黄緑色になり、花柄がある。萼筒（花托）は杯形になり、萼裂片は三角形で、直立し、内面の中脈上に1個の嘴状突起がある。花弁は倒卵形になり、両側から内側に巻き、基部は爪になって萼筒の縁につく。雄蕊は花弁と離生し、花弁に抱かれる。
花盤は五角形状で、肥厚し、上面が平らになる。子房は上位で、球形、2室あり、各室の基部近くに胚珠が1個ある。花柱は単一で、太くかつ短く、花後に脱落する。柱頭はわずかに窪むか、浅く2裂する。果実は円柱状長楕円形の核果で、基部に水平に開いた萼筒がある。果実中に1個の硬い核があり、その中に種子が1個ある。

## 分布
世界に3種あり、日本と朝鮮半島に1種、中国大陸に２種ある。

## 名前の由来
属名 Berchemiella は、Berchemia（クマヤナギ属）の縮小辞、植物学者の中井猛之進 (1923) が提唱し、発表した。

## 分類
本属に属するヨコグラノキ Berchemiella berchemiifolia は、中井猛之進 (1923) によって新属 Berchemiella が記載され、本属に組み替えられた。それまでは、ヨコグラノキは、牧野富太郎 (1898) によってRhamnella berchemiaefolia とされ、ネコノチチ属とされていた。
本属は、ネコノチチ属 Rhamnella に似る。ネコノチチ属は、葉の縁は細鋸歯縁になり、花は黄緑色、子房	は花盤と離れて立ち、花盤は杯状の花托（萼筒）の内側に薄く裏打ちする。一方、本属は、葉の縁は全縁になり、花は黄色から黄緑色、子房の下半分を花盤が取り囲み、花盤は五角形状に肥厚して平らな上面をもつ。

## 種

### 日本に分布する種
- ヨコグラノキ Berchemiella berchemiifolia (Makino) Nakai (1923)[8] - 落葉小高木で、高さ3-10ｍになり、枝は紫褐色になり、隆起する皮目が多い。葉は披針状長楕円形、長さ6-13cm、幅3-5cm、側脈は7-9対あり葉縁まで届く。枝先または枝先近くの葉腋から集散花序をだし、黄色の小さな花をつける。果実は円柱状長楕円形で、黄色から紅色なり、熟すと暗紅色になる。本州、四国、九州、朝鮮半島南部に分布する[2][3]。

### 上記以外の主な種
- Berchemiella wilsonii (C.K.Schneider) Nakai - 落葉低木で、高さ3-6ｍになり、枝は褐色になり、目立つ皮目が多い。葉は楕円形、長さ7-10cm、幅3-5cm、側脈は8-10対ある。枝先または枝先近くの葉腋から集散花序をだし、帯緑色の花を少数つける。果実は円筒形から倒卵形で、赤色から熟すとほぼ黒色になる。中国大陸、安徽省、湖北省西部、浙江省に分布する[9]。
- Berchemiella yunnanensis Y.L.Chen & P.K.Chou - 落葉低木で、高さ5ｍになり、枝は褐色になり、密で目立つ皮目が多い。葉は楕円形まれに長楕円形、長さ4-8cm、幅2-3cm、側脈は6-7対ある。枝先に集散花序をだし、3-9個の花をつける。果実は見られない。中国大陸、雲南省南東部に分布する[10]。